# Dedicate
Dedicate (typographié parfois DEdiCate) est un magazine français de culture pluridisciplinaire, lancé en 2002 Paris, qui paraît entre deux et quatre fois par an.

## Ligne rédactionnelle
Dedicate a été fondé par Olivier Bouché. Il s'intéresse aux différents domaines de la culture contemporaine : mode, musique, art contemporain, en passant par le cinéma, l'architecture, la littérature ou les voyages.
Des rubriques récurrentes et des interviews mettent en valeur des artistes musiciens, des créateurs de mode, des designers, des personnalités liées au monde du cinéma et de la littérature.
La revue accorde une grande attention et une place importante à l'image, publiant des portfolios réalisés par ses soins.

## Présence numérique
Depuis 2013, Dedicate existe aussi en ligne sur Internet, avec un contenu quotidien, complémentaire à la version imprimée

## Unes de couverture
- no 4 : Björk
- no 7 : Asia Argento
- no 10 : Élodie Navarre
- no 11 : Gaspard Noé
- no 13 : Herman Dune
- no 24 : Mark Ronson
- no 40 : François Civil